# Mussolini végnapjai
A Mussolini végnapjai (Mussoliniː ultimo atto) Carlo Lizzani 1974-ben bemutatott olasz történelmi filmdrámája Fabio Pittorru ötlete és történelmi kutatásai alapján. Benito Mussolini élete utolsó négy napjának történéseit eleveníti fel 1945. április 25-étől április 28-ig Rod Steiger alakításában.
A filmhez Ennio Morricone valóságos partizánhimnuszt (Ultimo atto azaz ~Utolsó felvonás) komponált a tőle megszokott művészi színvonalon.
A felvételeket eredeti helyszíneken forgatták (beleértve Mussolini kivégzésének helyszínét is).

## Szereplők
- Benito Mussolini – Rod Steiger (Inke László)
- Claretta Petacci – Lisa Gastoni (Sütő Irén)
- Valerio ezredes[2] – Franco Nero (Mécs Károly)
- Alfredo Ildefonso Schuster bíboros – Henry Fonda (Somogyvári Rudolf)
- Pedro parancsnok[3] – Lino Capolicchio (Papp János)
- Alessandro Pavolini – Massimo Sarchielli
- Francesco Maria Barracu – Andrea Aureli
- Rodolfo Graziani marsall – Rodolfo Dal Pra
- Jack Donati százados – Giacomo Rossi Stuart
- Raffaele Cadorna tábornok – Giuseppe Addobbati
- Guido Leto – Umberto Raho
- Fritz Birzer SS hadnagy – Bruno Corazzari
- Otto Kisnat SS százados – Manfred Freyberger
- Francesco Colombo – Franco Balducci
- Guido Buffarini Guidi – Franco Mazzieri
- Fallmeyer hadnagy – Bill Vaders
- A fasiszta titkosszolgálat ügynöke – Umberto Raho
- Szövetséges parancsnok – Tom Felleghy
- Partizán – Luigi Antonio Guerra
- Giovanni Battista Geninazza – Lino Patruno
- Renato Celio, Como prefektusa – Luciano Pigozzi
- Nő Clarettával – Rosita Torosh

További szereplőkː Andrea Aureli, Francesco Di Federico, Marco Guglielmi, Massimo Sarchielli, Benito Bolognini Cobianchi, Lucio Como, Arturo Corso, Mimmo Craig, Marvin Drake, Franco Ferri, Enzo Fisichella, Giovanni Fracasso, Mario Mattia Giorgetti, Fabrizio Jovine, Giancarlo Lolli, Gilberto Mazzi, Franco Mazzieri, Piero Mazzinghi, Annibale Papetti, Renato Paracchi, Dante Posani, Elisa Pozzi, Gaetano Russo, Vittorio Sancisi, Tony Satyr, Renzo Scali, Meg Tarantino, Valeriano Vallone, Remo Varisco
Fekete–fehér archív bejátszásokban Benito Mussolinin kívül feltűnik többek között III. Viktor Emánuel király, Adolf Hitler, Dwight D. Eisenhower hadseregtábornok, az amerikai-brit szövetséges haderők európai főparancsnoka, Achille Grioni és Carlo Longhi egykori partizánok.

## A történet
A Salòi Köztársaság végóráiban vagy inkább romjain Mussolini Milánóban vesztegel gyakorlatilag a németek foglyaként. Megpróbál az érseken, Schuster bíboroson keresztül svájci menedéket szerezni. Azonban a környező területet már a Nemzeti Felszabadítási Hadsereg, vagyis a partizánok uralják, és a németektől is meg kellene szabadulnia, akik megpróbálják formálisan hatalomban tartani a lehető leghosszabb ideig.
Az amerikaiak és a partizánok közeledtével feleségét és gyermekeit sorsára hagyva szeretőjével, Clara Petaccival és maradék híveivel Comoba menekül.
A szövetségesek Jack Donati századost és kommandóját küldik a frontvonal mögé Mussolini elfogásához, vagy ha már fogságba esett, átvételére, kivégzésének megakadályozására.
A kommunista partizánok azonban semmiképpen nem akarják átadni az amerikaiaknak Mussolinit, mert attól tartanak, hogy az amerikaiak már a háború utáni változásokra gondolva ellenük akarják felhasználni a fasisztákat, és ennek érdekében talán még Mussolinit is futni hagynák.
Sokan tartanak a nép dühétől és önbíráskodásától is. Mussolini 1943-ban restaurált fasiszta rendszere ugyanis még a korábbinál is brutálisabb volt. Megroggyant tekintélyét öncélú erőszakkal és megfélemlítéssel próbálta némileg helyreállítani. Az ennek hatására kibontakozó ellenállást pedig a korábbinál is véresebb eszközökkel próbálták letörni. Sokszor a lakosságot sújtó céltalan kegyetlenkedésekkel, partizánvadászatokkal, tömeges, nyilvános kivégzésekkel.

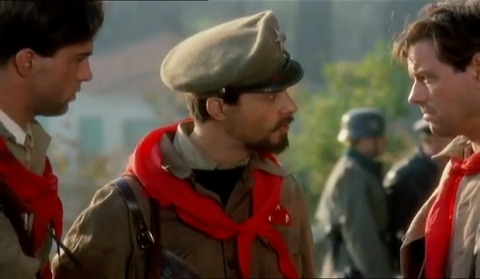
Neri, Pedro parancsnok és Pietro

Mussolini azonban hiába rázza le időlegesen az őt sakkban tartó SS egységet, Grandolánál nem tud átjutni Svájcba. Nem marad más választása, mint hogy Németországba meneküljön az utolsó német egységekkel. A konvojt azonban feltartóztatják a kommunista partizánok, és csak a német katonákat engedik tovább. Mussolinit Wehrmacht katonának öltöztetik be és megpróbál elvegyülni Fallmeyer hadnagy utászai között hátra hagyva maroknyi hívét és Clara Petaccit is. Ám Dongo főterén a konvojt megállítják és átvizsgálják. Az egyik partizán pedig felismeri, leszállítják a teherautóról és letartóztatják.
A partizánok kis alkalmi csoportja Pedro parancsnok vezetésével először a közeli, Germasino nevű kis faluban egy házban tartják fogva titokban. Mussolini kérésére ide hozzák Clara Petaccit is.
Ám Milánó elhagyásával a Nemzeti Felszabadítási Bizottság ígérete, hogy ha megadja magát, megkímélik az életét, tárgytalanná válik, és életbe lép a korábban meghozott halálos ítélet.
Végrehajtására a milánói bizottság Valerio ezredest és csoportját jelölik ki.
Közben Pedro parancsnok utasítást kap a foglyok átszállítására Comoba, de azt már elérte az amerikai hadsereg. Így egy Giulino di Mezzegra nevű kis falu egyik házában éjszakáznak. Ide érkezik reggel Valerio ezredes. A faluból kivezető úton megállíttatja a kocsit. Mussolini rezignáltan veszi tudomásul, ahogy egy villa kertkapujához lökdösik hogy kivégezzék. Clara Petacci azonban mellé akar állni. A dulakodás közben Valerio géppisztolya elsül és megöli Clara Petaccit. Valerio ezredes ezután agyonlövi Mussolinit is.

## A forgatási helyszínek

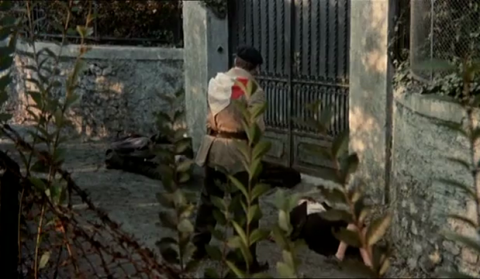
Via XXIV Maggio, a Belmonte-ház kertkapuja a film befejező jelenetében

- Cinecittà Studiók, Cinecittà, Róma, Lazio
- Arcivescovado utca és Duomo tér a Dóm mögött (Via dell'Arcivescovado, Piazza Duomo)
- Via Palazzo Reale
- Milánó, a Prefektúra udvara (Monforte sétány 31.) és érseki palota
- Como (Városháza) és a Comói tó környékeː
- Grandola hágó környéke
- Ossuccio, Como megye
- Dongo (Como megye) főtere, a Piazza Paracchini (ahol Mussolinit leszállították a német katonai teherautóról). Itt állt (áll) a Városháza, és itt volt az 52. Garibaldi Brigád parancsnoksága.
- Germasino
- A De Maria-ház Bonzanigo di Mezzegrában.
- Giulino di Mezzegra (Como megye), a Belmonte-ház utcája (Via XXIV Maggio) és a nevezetes kertkapu (a 14. számú házé).

## Érdekességek
- Valerio ezredes a Nemzeti Felszabadítási Bizottság (CLN) nemzeti színű jelvényeit viseli, és úgy tűnik, valamelyest konfliktusos a viszonya a kommunista partizánokkal. Azonban valójában ő is a CLN kommunista tagja és később is a Kommunista Párt színeiben politizált. De ez a korabeli olasz viszonyokban kevésbé járatos, külföldi nézők számára nem derül ki a filmből.

Hasonlóan kissé félrevezető a külföldi nézők számára a CLN vörös csillagos nemzeti színű zászlója. A Nemzeti Felszabadítási Bizottságnak tagja volt a Kommunista Párton kívül az Olasz Kereszténydemokrata Párt, a Liberális Párt, a Szocialista Párt, az Akciópárt és a Demokratikus Munkáspárt is. A helyi kommunista partizánok nyilván összekombinálták a Garibaldi Brigádok korábbi, vörös csillagos, nemzeti színű és a CLN üres (fehér) ötágú csillagos, CLN feliratos nemzeti színű zászlóját. (Nyilván praktikusan a saját zászlójuk vörös csillagába írták bele a CLN feliratot.)
- A kivégzésnél jelen volt Valerio ezredesen kívül „Pietro Gatti”, azaz Michele Moretti, az 52. Garibaldi Brigád komisszárja, „Guido Conti” vagyis Aldo Lampredi, a Kommunista Párt és a Garibaldi Brigádok egyik magasabb rangú vezetője, és Giovanni Battista Geninazza alkalmi sofőr, az utazáshoz lefoglalt személyautó vezetője.

- A film Mussolini és Clara Petacci halálának hivatalos változatán alapul. De különféle legendák is elterjedtek az elkövetkező évtizedekben. Például hogy a fasiszta vezért még reggel a De Maria-házban kivégezték és nem Giulino di Mezzegrában a Belmonte-ház kertkapu előtt. Illetve hogy nem Valerio ezredes hanem Aldo Lampredi lőtt. A legfantasztikusabb változat szerint Luigi Longo, a Kommunista Párt egyik vezetője lőtte le.

A filmben bemutatott változatnak azonban független szemtanúi is voltak a falusiak közül, akik távolabbról nézték végig a jelenetet, és később mindezt bírósági eljárás során is tárgyalták. (A Petacci-család által indított, egyébként sikertelenül végződött kártérítési perben.)
- A film befejező részéből hiányoznak a holttestek embertelen meggyalázásának elborzasztó jelenetei a milánói Loreto téren, amelyek fotói illetve filmfelvételei bejárták a világot.

- 1974. április 30-án a Május 1-i ünnep előestéjén plasztikbomba robbant Savona központjában a mozi közelében ahol a filmet vetítették. A bombát Franco Varaldo kereszténydemokrata szenátor házának bejáratánál helyezték el, és jelentős károkat okozott az épületben, de személyi sérülés nem történt. A merényletet a demokratikus és antifasiszta erők felháborodott reakciója követte, és néhány nappal a támadás után a fasiszta Ordine Nero (~Fekete Rend) terrorszervezetet gyanúsították. A bombamerénylet sorozat ezt követően több mint egy évig tartott Savonában.

- Magyarul azonos címmel jelent meg még 1966-ban Pavel Ovszjanyin könyveː

Pavel Ovszjanyinː Mussolini végnapjai, Kossuth Könyvkiadó, Budapest, 1966, fordította: Józsa Péter

## Filmzene
- Ennio Morricone: Mussolini Ultimo Atto, film score, 50 Movie Theme Hits: Gold Edition, Vol. 2, GDM Music, 166432

- Ennio Morricone: Mussolini Ultimo Atto, film score, Ennio Morricone Deluxe Edition, Deltadischi, CDMDF603, 2006